# 839

## Събития
- Първата документирана българо – сръбска война.
- Създадено е Блатненското княжество

## Починали
- Егбърт Уесекски, крал на Уесекс